# Kyōko Hasegawa
Kyōko Hasegawa (jap. 長谷川京子 Hasegawa Kyōko; ur. 22 lipca 1978 r. w Kashiwie) – japońska aktorka i modelka.

## Życiorys
Jest żoną Haruichi Shindō, gitarzysty japońskiego zespołu rockowego Porno Graffitti.
Ma dwoje dzieci. 30 maja 2009 r. Urodziła chłopca, a 25 stycznia 2012 r. Urodziła dziewczynkę.

## Filmografia

### Seriale
- Innocent Days (Wowow 2018)
- Cecile no Mokuromi (TBS 2017)
- Honjitsu wa, Ohigara mo Yoku (Wowow 2017)
- Furenaba Ochin (NHK BS Premium, 2016)
- Rinsho Hanzai Gakusha Himura Hideo no Suiri (NTV 2016)
- Yonimo Kimyona Monogatari 2015 Mushitachi no Ie (Fuji TV 2015)
- Mother Game ~ Onnatachi no Kaikyuu (TBS 2015)
- Natsu no Owari ni, Koi o Shita (Fuji TV 2014)
- Petero no Souretsu (TBS 2014)
- Yae no Sakura (NHK 2013)
- Haitatsu Saretai Watashitachi (Wowow 2013)
- Kiken na Shamen (Fuji TV 2012)
- Oyaji ga Kureta Himitsu ~ Shimoarai Go-Kyodai no Kikyou (TV Tokyo 2012)
- Ranma 1/2 (NTV 2011)
- BOSS 2 (Fuji TV 2011)
- Onnatachi wa Nido Asobu (BeeTV 2010)
- Angel Bank (TV Asahi 2010)
- SCANDAL (TBS 2008)
- Kaikyo (NHK 2007)
- Kodoku no Kake (TBS 2007)
- Karei naru Ichizoku (TBS 2007)
- Saigo no Nightingale (NTV 2006)
- Oishii Proposal (TBS 2006)
- Yonimo Kimyona Monogatari 2006 (Fuji TV 2006)
- Komyo ga Tsuji (NHK 2006)
- Dragon Zakura (TBS 2005)
- M no Higeki (TBS 2005)
- Wonderful Life (Fuji TV 2004)
- Sheeraza Do (NHK 2004)
- Fuyu no Undokai (NTV 2005)
- Boku dake no Madonna (Fuji TV 2003)
- Itsumo Futari de (Fuji TV 2003)
- Tentai Kansoku (Fuji TV 2002)
- Kanojotachi no Christmas KTV 2002)
- Kowloon de Aimashou (TV Asahi 2002)
- Pretty Girls (TBS 2002)
- Star no Koi (Fuji TV 2001)
- Big Money (Fuji TV 2001)

### Filmy
- And Then There Was Light (Hikari) (2017)
- Gosaigyo no Onna (2016)
- Sakurada Gate Incident (Sakuradamongai No Hen) (2010)
- Rain Fall (2009)
- Ai no Rukeichi (2007)
- Taitei no ken (2006)
- Jiyuu renai (2005)
- Female (2005)
- Three...Extremes (2004)